# Кнауп, Герберт
Ге́рберт Кна́уп (нем. Herbert Knaup; род. 23 марта 1956 года, Зонтхофен, Верхний Альгой, Швабия, Бавария, ФРГ) — немецкий театральный актёр, актёр кино. Международной аудитории наиболее известен по его ролям в «Беги, Лола, беги» (1998) и «Жизнь других» (2006).

## Биография
Родился в курортном городе Зонтхофене. После службы в армии уехал в Мюнхен, где посещал Театральную школу Отто — Фанкельберга (нем. Otto-Falckenberg-Schule); с 1978 года работал во многих театрах Германии. В том же году состоялся его кинодебют в короткометражке «Coda».
С 2006 года вместе с женой живёт в Берлине. В 2007 году создал свою музыкальную группу.

## Избранная фильмография
На 2017 год снялся в 108 фильмах, средний рейтинг фильмов с участием актёра: 8,28. Основные работы:
1. 1978 — Coda (Short)
2. 1982 — Jaipur Junction
3. 1989 — Waller’s Last Trip
4. 1994 — The Invincibles
5. 1995 — Brother of Sleep
6. 1996 — Warshots
7. 1996 — Father’s Day
8. 1997 — Die Musterknaben
9. 1998 — «Беги, Лола, беги»[6]
10. 1998 — Blind Date — Flirt mit Folgen
11. 1999 — Die Braut
12. 2000 — Marlene
13. 2000 — «Нюрнберг» (TV)
14. 2001 — Anna’s Summer
15. 2003 — Angst
16. 2003 — Distant Lights
17. 2004 — Agnes and His Brothers
18. 2004 — Anatomy 2
19. 2006 — «Крестовый поход в джинсах»
20. 2006 — The Lives of Others
21. 2009 — Sisi
22. 2010 — Jerry Cotton
23. 2011 — «В темноте»
24. 2011 — Hotel Desire (Short)
25. 2012 — Die Heimkehr (TV film)
26. 2012 — Ангел-хранитель
27. 2012 — Move
28. 2013 — Маленькое привидение / Das kleine Gospenst
29. 2014 — Irre sind männlich

## Награды
- 2005 год — актёр стал обладателем премии Golden Camera в номинации «Лучший немецкий актёр»;
- 2008 год — за роль в сериале «Late prospect and Tom» был удостоен премии «Hessian Television Award».
- Баварский орден «За заслуги».